# Eucalyptus pilbarensis
Eucalyptus pilbarensis là một loài thực vật có hoa trong Họ Đào kim nương. Loài này được Brooker & Edgecombe mô tả khoa học đầu tiên năm 1986.